# 长均乡
长均乡，是中华人民共和国江西省南昌市安义县下辖的一个乡镇级行政单位。

## 行政区划
长均乡下辖以下地区：
长均村、把口村、白沙村、曹村、新基村、观察村、六溪村、天坪村和京庄村。